# Józef Edward Gillern

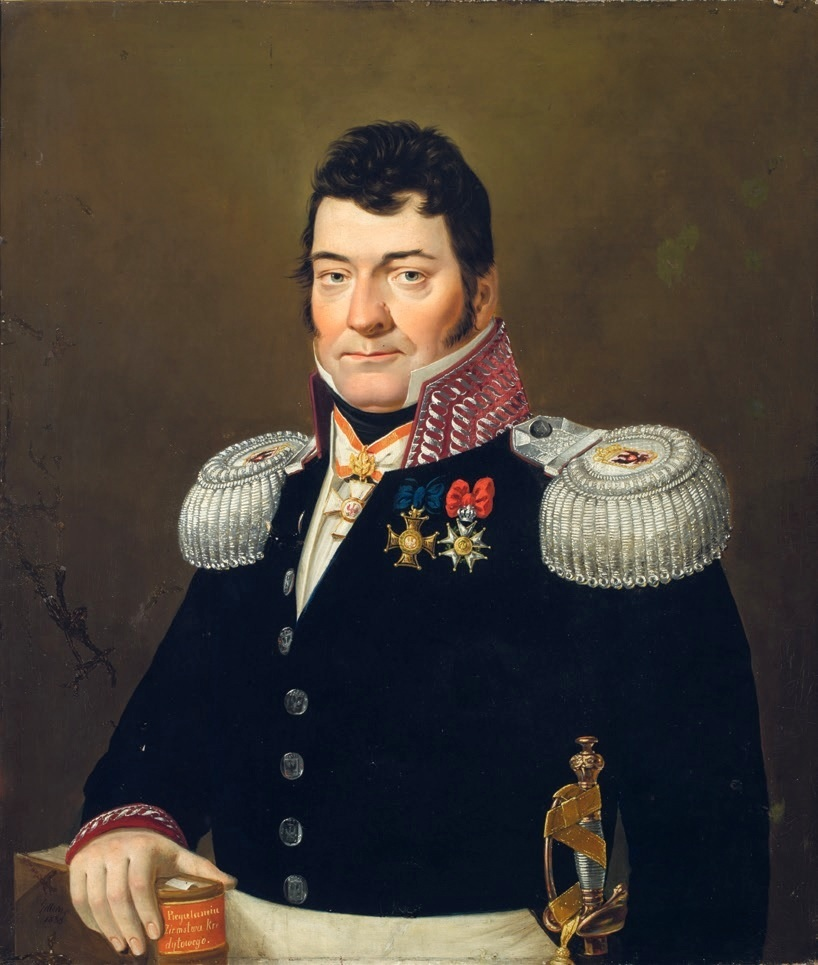
Portret Stanisława Ponińskiego pędzla Gillerna

Józef Edward August Gillern, Joseph Edward August von Gillern, Edward Gillern (ur. 3 sierpnia 1794 w Wojnowicach, zm. w 1844 lub 1845) – niemiecki malarz, specjalizujący się w portretach.
Ojciec Józefa, Jan pracujący jako urzędnik, nie akceptował fascynacji syna sztukami plastycznymi, który z kolei nie zamierzał uwzględniać życzeń ojca co do wyboru kierunku kształcenia. Dlatego po ukończeniu szkoły ogólnej został zmuszony w 1810 do podjęcia w Nysie nauki zawodu malarza pokojowego, a w następnym roku do nauki we wrocławskiej szkole budowalnej, choć w trakcie pobytu we Wrocławiu chodził też na wykłady na tamtejszym uniwersytecie. Naukę zawodu przerwała kolejna faza wojen napoleońskich, w efekcie czego Gillern dobrowolnie zapisał się do 4 Pułku Huzarów w 1813. Pod koniec tego roku zyskał możliwość podróży na czarnomorskie wybrzeże Ukrainy, zwiedzając do wiosny 1814 m.in. Krym oraz Odessę. W listopadzie 1814 podjął studia malarskie u Giovanniego Lampiego na Akademii Sztuk Pięknych w Wiedniu, ucząc się tam do pierwszych miesięcy wiosny 1817, gdy Lampi polecił go jako rysownika Tadeuszowi Matuszewiczowi w organizowanej przez tego ostatniego podróży do Włoch. Po krótkiej współpracy z Matuszewiczem zrezygnował i dalej samodzielnie zwiedzał Włochy oraz Wyspy Jońskie, na których przez kilka miesięcy pracował jako geodeta i kreślarz. Po powrocie do Niemiec w 1818, krótko studiował kolejno na Akademii Sztuk Pięknych w Monachium i Akademii Sztuk Pięknych w Dreźnie, skąd przeniósł się w 1819 r. do Nysy, gdzie zarabiał jako malarz portrecista oraz wykonawca obrazów kościelnych. W 1822 osiadł w Poznaniu, prowadząc tam do końca życia pracownię malarską o tym samym profilu co w Nysie. W Poznaniu osiągnął duży sukces zawodowy i pozycję najbardziej wziętego miejscowego wykonawcy portretów. Poślubił Annę z d. May, mieli dwie córki i syna Emila. Gillern podpisywał się na obrazach imieniem Edward, stąd w literaturze czasami występuje jako Edward Gillern (np.).
Szereg portretów pędzla Gillerna znajduje się w kolekcji Muzeum Narodowego w Poznaniu, dwa w toruńskim Muzeum Okręgowym i jeden w poznańskim Muzeum Archidiecezjalnym.